# Bistum Saskatoon
Das Bistum Saskatoon (lat.: Dioecesis Saskatoonensis) ist eine in Kanada gelegene römisch-katholische Diözese mit Sitz in Saskatoon. 

## Geschichte
Das Bistum entstand am 9. Juni 1933 infolge der Teilung des Bistums Prince-Albert-Saskatoon und wurde durch Papst Pius XI. mit der Apostolischen Konstitution Ecclesiarum omnium dem Erzbistum Regina als Suffraganbistum unterstellt. Am 14. September 1998 wurden dem Bistum Saskatoon die Territorien des aufgelösten Bistums Gravelbourg und der aufgelösten Territorialabtei Saint Peter-Muenster angegliedert.
1936 wurde auf Initiative des Bistums das St. Thomas More College gegründet.

## Bischöfe von Saskatoon
- 1934–1944 Gerald Murray CSsR, dann Koadjutorerzbischof von Winnipeg
- 1944–1951 Philip Francis Pocock, dann Koadjutorerzbischof von Winnipeg
- 1952–1967 Francis Joseph Klein, dann Bischof von Calgary
- 1967–1995 James Patrick Mahoney
- 1996–2000 James Vernon Weisgerber, dann Erzbischof von Winnipeg
- 2001–2009 Albert LeGatt, dann Erzbischof von Saint-Boniface
- 2009–2016 Donald Bolen, dann Erzbischof von Regina
- 2017–0000 Mark Hagemoen

## Weblinks

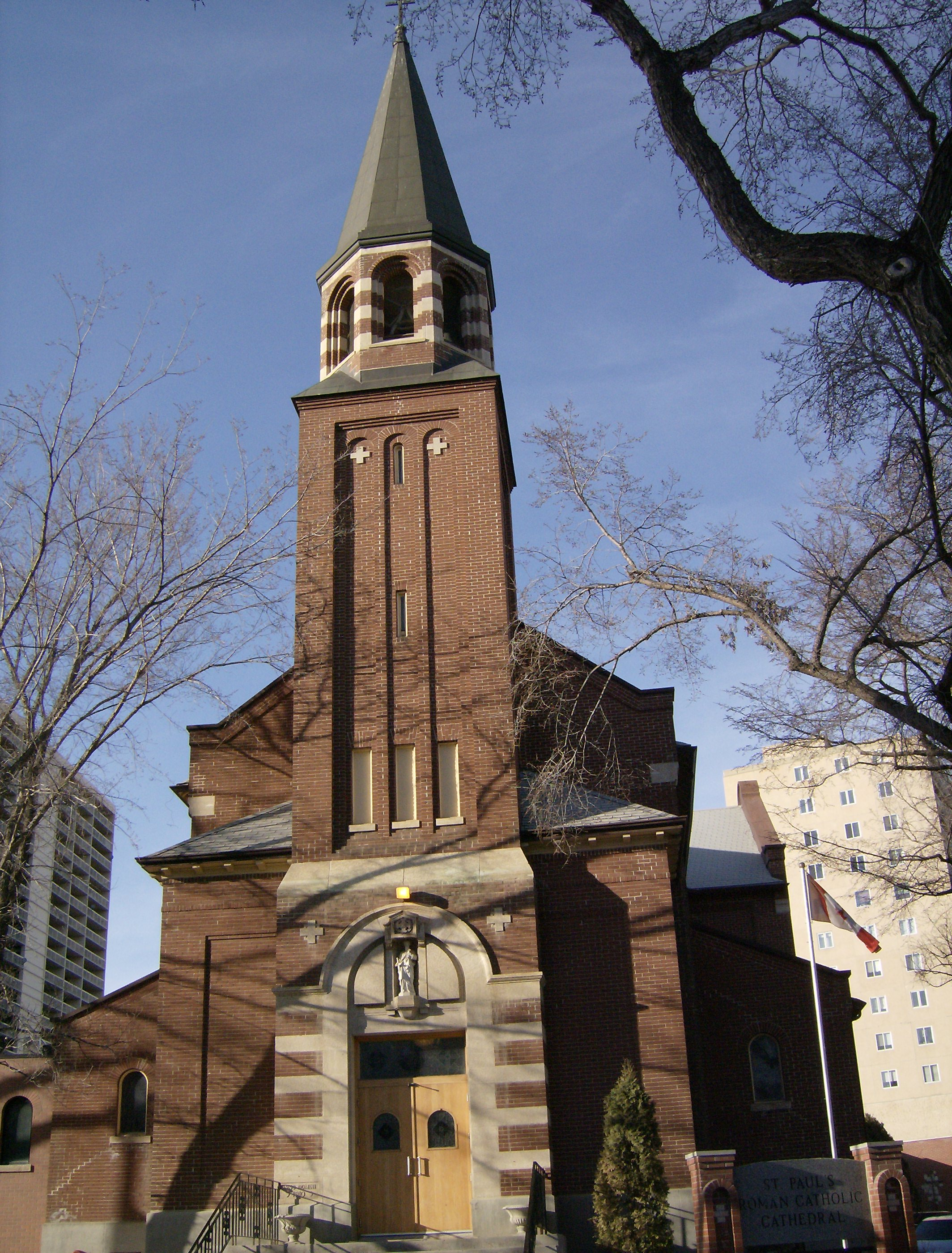
St. Paul’s Cathedral in Saskatoon